# Heraclea de la Pisàtide
Heraclea de la Pisàtide (grec antic: Ἡράκλεια) era una antiga ciutat del districte de la Pisàtida, a l'Èlida.
En temps de Pausànies, que la va visitar i diu que es trobava a uns 40 estadis d'Olímpia, ja era només un poble petit destacat per tenir aigües medicinals a una font consagrada a les nimfes jòniques, que aflorava a la rodalia d'un rierol anomenat Citeros, prop de la moderna vila de Bruma.